# Niveaspis fenestrata
Niveaspis fenestrata är en insektsart som beskrevs av Ferris 1941. Niveaspis fenestrata ingår i släktet Niveaspis och familjen pansarsköldlöss. Inga underarter finns listade i Catalogue of Life.